# ReaxFF
ReaxFF — потенциал для расчётов методом молекулярной динамики.
ReaxFF разработан Адри ван Дуином (Adri van Duin), Уильямом Годдардом III-м (William A. Goddard, III) и др. из Калифорнийского технологического института. Это первый реакционноспособный потенциал, включающий в себя динамическое образование связей и поляризационные эффекты. Гибкость и переносимость силового поля позволяют использовать ReaxFF для описаниях многих систем. С точки зрения точности, при детальном сравнении ReaxFF с REBO и полуэмпирическим PM3, ван Дуином и др. было показано, что результаты ReaxFF по углеводородам находятся в существенно лучшем согласии с расчётами, выполненными с использованием теории функционала электронной плотности.
В потенциале ReaxFF учитываются следующие вклады в энергию межатомного взаимодействия:
- двух-, трёх- и четырёхчастичные потенциалы, которые описывают ковалентные связи и зависят от вычисляемых по эмпирической формуле порядков связей;
- член, учитывающий валентность атомов;
- электростатический и дисперсионный вклады.

Важным преимуществом метода является его высокая переносимость, возможность описания различных материалов. Методика была применена для исследования окисления поверхностей, восстановления оксида графена, таутомеризации глицина в воде, наноиндентации поверхностей, роста наноструктур, фазового перехода на наноуровне, протонного переноса сквозь графен и т.д. Недостатком метода можно назвать его существенно большую требовательность к вычислительным ресурсам, по сравнению с другими потенциалами. Так, ReaxFF требует вычислительных ресурсов более чем на порядок больше чем REBO.
Потенциал ReaxFF включён в ряд пакетов для моделирования на атомном уровне, таких как LAMMPS, ADF Modeling suite, PuReMD.